# Sci di fondo ai XXI Giochi olimpici invernali - Inseguimento maschile
Nello sci di fondo ai XXI Giochi olimpici invernali la gara a inseguimento maschile sulla distanza di 30 km si disputò il 20 febbraio 2010 sul percorso che si snodava nel Whistler Olympic Park e presero parte alla competizione 64 atleti. Dalle ore 13:30 si disputò la frazione a tecnica classica sulla distanza di 15 km e con un dislivello di 71 m; in seguito si svolse la frazione a tecnica libera, sempre sulla distanza di 15 km ma con un dislivello di 40 m.
Detentore del titolo era il russo Evgenij Dement'ev, vincitore della competizione tenutasi a Torino 2006, che non poté difendere il titolo essendosi ritirato dopo esser risultato positivo all'EPO in un test effettuato nell'agosto 2009.

## Classifica
| Posizione | Atleta                 | Nazione    | Tempo 15 km a tecnica classica | Posizione 15 km a tecnica classica | Tempo del cambio degli sci | Tempo 15 km a tecnica libera | Posizione 15 km a tecnica libera | Tempo totale | Distacco |
| --------- | ---------------------- | ---------- | ------------------------------ | ---------------------------------- | -------------------------- | ---------------------------- | -------------------------------- | ------------ | -------- |
| 1         | Marcus Hellner         | Svezia     | 39:43,5                        | 11                                 | 22,6                       | 35:05,3                      | 2                                | 1:15:11,4    |          |
| 2         | Tobias Angerer         | Germania   | 39:40,9                        | 6                                  | 26,0                       | 35:06,6                      | 3                                | 1:15:13,5    | +2,1     |
| 3         | Johan Olsson           | Svezia     | 39:39,9                        | 3                                  | 24,8                       | 35:09,5                      | 5                                | 1:15:14,2    | +2,8     |
| 4         | Aleksandr Legkov       | Russia     | 39:40,2                        | 4                                  | 26,3                       | 35:08,9                      | 4                                | 1:15:15,4    | +4,0     |
| 5         | Ivan Babikov           | Canada     | 40:08,9                        | 25                                 | 22,1                       | 34:49,5                      | 1                                | 1:15:20,5    | +9,1     |
| 6         | Jens Filbrich          | Germania   | 39:41,3                        | 7                                  | 24,8                       | 35:18,9                      | 6                                | 1:15:25,0    | +13,6    |
| 7         | Lukáš Bauer            | Rep. Ceca  | 39:39,0                        | 1                                  | 25,9                       | 35:20,3                      | 7                                | 1:15:25,2    | +13,8    |
| 8         | George Grey            | Canada     | 39:41,5                        | 8                                  | 25,0                       | 35:25,5                      | 8                                | 1:15:32,0    | +20,6    |
| 9         | Alex Harvey            | Canada     | 39:44,1                        | 12                                 | 22,8                       | 35:36,1                      | 10                               | 1:15:43,0    | +31,6    |
| 10        | Anders Södergren       | Svezia     | 39:48,3                        | 18                                 | 23,5                       | 35:35,2                      | 9                                | 1:15:47,0    | +35,6    |
| 11        | Petter Northug         | Norvegia   | 39:45,0                        | 13                                 | 22,5                       | 35:45,6                      | 11                               | 1:15:53,1    | +41,7    |
| 12        | Giorgio Di Centa       | Italia     | 39:40,6                        | 5                                  | 26,2                       | 35:58,3                      | 12                               | 1:16:05,1    | +53,7    |
| 13        | Dario Cologna          | Svizzera   | 39:39,4                        | 2                                  | 25,5                       | 36:07,3                      | 13                               | 1:16:12,2    | +1:00,8  |
| 14        | Pietro Piller Cottrer  | Italia     | 39:49,3                        | 20                                 | 21,6                       | 36:09,0                      | 14                               | 1:16:19,9    | +1:08,5  |
| 15        | Vincent Vittoz         | Francia    | 39:45,9                        | 14                                 | 26,8                       | 36:10,7                      | 15                               | 1:16:23,4    | +1:12,0  |
| 16        | Devon Kershaw          | Canada     | 39:46,3                        | 15                                 | 22,9                       | 36:14,4                      | 16                               | 1:16:23,6    | +1:12,2  |
| 17        | Maksim Vylegžanin      | Russia     | 39:42,3                        | 9                                  | 27,7                       | 36:54,2                      | 20                               | 1:17:04,2    | +1:52,8  |
| 18        | Martin Johnsrud Sundby | Norvegia   | 39:48,8                        | 19                                 | 25,7                       | 36:50,0                      | 19                               | 1:17:04,5    | +1:53,1  |
| 19        | Tord Asle Gjerdalen    | Norvegia   | 40:23,4                        | 28                                 | 24,3                       | 36:16,8                      | 17                               | 1:17:04,5    | +1:53,1  |
| 20        | Curdin Perl            | Svizzera   | 39:46,8                        | 16                                 | 23,8                       | 36:54,4                      | 21                               | 1:17:05,0    | +1:53,6  |
| 21        | René Sommerfeldt       | Germania   | 39:49,9                        | 21                                 | 25,6                       | 36:56,4                      | 22                               | 1:17:11,9    | +2:00,5  |
| 22        | Toni Livers            | Svizzera   | 39:50,6                        | 22                                 | 25,5                       | 37:09,9                      | 24                               | 1:17:26,0    | +2:14,6  |
| 23        | Daniel Richardsson     | Svezia     | 39:47,6                        | 17                                 | 25,3                       | 37:21,1                      | 26                               | 1:17:34,0    | +2:22,6  |
| 24        | Thomas Moriggl         | Italia     | 40:11,3                        | 26                                 | 23,3                       | 37:06,3                      | 23                               | 1:17:40,9    | +2:29,5  |
| 25        | Martin Bajčičák        | Slovacchia | 40:03,4                        | 24                                 | 29,6                       | 37:25,1                      | 27                               | 1:17:58,1    | +2:46,7  |
| 26        | Maurice Manificat      | Francia    | 41:12,3                        | 31                                 | 26,5                       | 36:19,4                      | 18                               | 1:17:58,2    | +2:46,8  |
| 27        | Martin Jakš            | Rep. Ceca  | 40:01,5                        | 23                                 | 23,6                       | 37:33,1                      | 28                               | 1:17:58,2    | +2:46,8  |
| 28        | Evgenij Veličko        | Kazakistan | 40:23,0                        | 27                                 | 25,2                       | 37:12,0                      | 25                               | 1:18:00,2    | +2:48,8  |
| 29        | Paul Pepene            | Romania    | 41:30,3                        | 35                                 | 25,1                       | 37:38,7                      | 28                               | 1:19:34,1    | +4:22,7  |
| 30        | Jean-Marc Gaillard     | Francia    | 39:42,8                        | 10                                 | 27,5                       | 39:37,8                      | 44                               | 1:19:48,1    | +4:36,7  |